# Шаква (Берёзовский район)
Шаква — деревня в Берёзовском районе Пермского края. Входит в состав Переборского сельского поселения.

## Происхождение названия
Своё название деревня, вероятно, получила по протекающей рядом реке Шаква. Название обычно объясняют при помощи коми-пермяцких слов тшак — «гриб» и ва- «вода». Также толкуют и название села Шак-шер (Шакшор) на правом берегу Камы в Чердынском районе Пермского края (шер из шор — «ручей»). Серьёзный недостаток этой этимологии в том, что из коми тшак — «гриб» в русском языке должно было получиться чак (Чаква), а не шак (Шаква), сравните чага — «нарост на березе» из коми тшак — «гриб». Возможно, это гораздо более древний топоним, только втянутый в ряд коми-пермяцких названий.

## Географическое положение
Расположена на правом берегу реки Шаква (правый приток реки Сылва), к северу от райцентра, села Берёзовка.

## История
На основании археологических раскопок 1980—1989 гг., проведенных Камско-Вятской экспедицией в окрестностях Шаквы, можно утверждать, данная территория была заселена человеком современного типа в эпоху мезолита (средний каменный век, 10-5 тыс. до н. э.). В деревне найдено 2 разрушенные стоянки этого времени с кремнёвыми орудиями труда.
В 4-3 тыс. до н. э. (эпоха неолита, новокаменный век) в окрестностях Шаквы существовало несколько поселений. В настоящее время они также находятся в разрушенном состоянии. На них найдена глиняная посуда (керамика), орудия труда и отходы их изготовления.
Во 2 тыс. до н. э. на территории Прикамья человек начинает использовать металлы (медь, бронза для изготовления ножей, топоров, украшений. В окрестностях д. Шаква обнаружено около 10 поселений этого времени.
В середине первого тысячелетия до н. э. в. Приуралье вторгаются угры из Западной Сибири. Часть их, слившись с местным населением, оседает в бассейне реки Сылвы (в том числе и на реке Шакве). В районе д. Шаквы возникают группа поселений, два из которых укрепляются валами и деревянными стенами (городища Верх-Сая I и Верх-Сая II), а также курганный могильник. В 5-9 веке здесь формируется одна из групп древних коми-пермяков, с единым языком, культурой и типом хозяйства. Судя по находкам раскопок, население занималось скотоводством и земледелием. Разводили, в основном, лошадей и крупный рогатый скот. Земледелие было подсечно-огневым. Выращивались теплолюбивые сорта пшеницы (полба-двузернянка), ячмень. Охота играла второстепенную роль. Орудия труда и оружие производили из железа, сырьем для которых служили местные болотные руды. Широко использовалась кость диких и домашних животных: из неё делали как вещи домашнего обихода (гребни, украшения и т. п.), так и орудия труда и оружие (наконечники стрел, мотыги, кочедыки). В это время достигает наивысшего расцвета литье цветных металлов (бронза, серебро), из которых изготавливались всевозможные украшения костюма, культовые вещи. Излишки продуктов и, в особенности, пушнину обменивали с соседями и даже очень далекими народами на предметы роскоши: стеклянные и каменные (янтарь, сердолик, хрусталь и т. д.) бусы, серебряная посуда, украшения, оружие. В результате раскопок были обнаружены вещи из Ирана, Византии, Сибири, Средней Азии и с берегов Индийского океана. По подсчетам, на VII—VIII вв. в районе современной Шаквы (городище Верх-Сая I являлось центром округи 10-15 км) проживало 2-3 тыс. человек.
На рубеже VIII—IX вв. в Прикамье пришли булгары из Приазовья. Местный союз племен был ими разгромлен. Часть население попала в плен, часть бежала на реку Чусовую, и долгое время бассейн реки Сылвы оставался незаселенной территорией. С IX по XVI вв. здесь встречались лишь редкие поселения предков коми, манси, башкир.
После разгрома Казанского ханства Иваном Грозным сюда бегут казанские татары (предки современных татар, проживающих в Березовском районе).
Доподлинно неизвестно, существовало ли в период с XVI до начала XVIII века на месте современной деревни поселение, однако в бассейне реки Шаквы к концу XVII века существовало 14 татарских деревень. В «Чертежной книге Сибири» Семена Ульяновича Ремезова на реке Шакве изображено несколько юрт с подписью «шаквинцы».
Толчком к появлению и развитию деревни послужило строительство Акинфием Никитичем Демидовым в 1739 году медеплавильного завода на выкупленной у татар земле. Строительство завода было начато без указа Берг-коллегии. На реке Шакве у Акинфия первоначально были соляные варницы, за «невыходом» соли уничтоженные. Когда, наконец, обратился в Генералберг-директориум, тот в 1740 году повелел Канцелярии главного заводов правления обследовать место на Шакве и выяснить, подходит ли оно для завода. Прибывший чиновник обнаружил действующий медеплавильный завод. Акинфий за нарушение процедуры наказан не был, а выданный ему в 1743 году указ лишь закрепил свершившийся факт.
Плотина, преграждающая реку Шакву, имеет длины 250, ширины 5 сажен, вышины четыре с половиной аршина. Спрудная вода разливается в длину на две версты, в ширину на 200 сажен, вышиной три с половиной аршина, поливной мост длиной 5, шириной 6 сажен. Кроме упомянутой фабрики (в коей гермахерские горны ещё не достроены, по чему и действия ещё не было), находится ещё мущная с 5 подставами мельница, контора, дом господский с принадлежащими к нему строениями, один магазин, два амбара, кузница с одним горном, 20 обывательских прямолинейной улицей и 1 конюшенный двор (здесь находится и конный сего господина завод), сюда же принадлежат кроме д. Старковой и д. Поздянка. Хлеб и другие припасы закупаются в селе Березовском, что в 5 верстах от завода, уголь поставляется с 15-верстного расстояния и каждый оного короб с поставкою в завод обходится по 80 копеек. Выгон здешний имеет длины полторы, ширину версту. Сена ставится 5000 копен. Муки запасается в год 700, овса 600 четвертей. Во время действия сего завода были каждое воскресенье большие съезды из окрестных селений крестьян с разными земледельческими произведениями (имеются в виду припасы), куда кунгурские купцы и мещане привозили для продажи разные товары: немецкие, китайские и бухарские, и закупали там сами кожи, зверей, пух, перье и тому подобное. По уничтожению же завода перешла сия ярмарка в Берёзовское село.
На заводе было 2 печи и гармахерский горн. Выплавляемая медь и медистый чугун отправлялась для передела на Суксунский завод. При заводе действовало одновременно до 12 рудников, руды из них при плавке смешивались с рудами Бымовского и Ашапского заводов. Шаквинский завод среди Кунгурских владений Демидовых был самым маленьким. В производстве было занято 108 человек. Труд тяжкий, почти все операции проводились вручную. Заработная плата в месяц составляла от одного до пяти рублей.
Изучение отвалов показало, что рудники завода располагались на правом водоразделе Шаквы и в верховьях её правых притоков (на р. Поздянка и др.). Имеются указания на наличие рудников в окрестностях деревни Малая Шадейка. Содержание меди в рудах достигало 3—5 %.
В 1777 году из-за недостатка леса завод был остановлен и в таком положении находился до 1800 года, когда была начата очистка медистого чугуна Бымовского и Ашапского заводов. Для этого возле старой плотины была построена фабрика (цех) с двумя гармахерскими горнами для очищения медистого чугуна. Затем завод был переоборудован для выделки железа, для чего в двух цехах (фабриках) были установлены 4 действующих и 2 запасных молота с 4 горнами. В 1863 году в нём было 2 сварочные печи и 1 калильная, приводимые в действие 3 водяными колесами в 139 сил. В 1860 году было произведено сортового железа 40 тыс. пудов, в 1861 году — 28 500 пудов, а в 1862 году и в последующие годы производства не было. На тот момент в заводском селении насчитывалось 365 жителей, 41 двор.
В 1801 году в Шакве Демидовыми был создан конный завод, на котором содержались лошади английских, немецких и русских пород. Зимой их содержали в стойлах, а на лето выпускали на пастбище под присмотром пастухов. Выращенные лошади отправлялись в дом Демидовых в Санкт-Петербург.
На протяжении многих десятилетий в списке населенных пунктов деревня именовалась как Шаквинский завод. Даже по переписи населения 1926 года она все ещё числилась как завод Шаквинский, хотя завода, как такового, тут давно не было.
В 1935 году на реке Шакве была построена первая в Березовском районе гидроэлектростанция. Сохранилась заметка в районной газете: «На реке Шакве на мельничной плотине заканчивается строительство гидроэлектростанции. Мощность станции 150 киловатт. Она будет обслуживать 20 колхозов. Кроме существующих двух электростанций — Кузинской и Лазаревской Асовского сельсовета в нашем районе будет ещё Шаквинская».
В Шакве была построена небольшая часовня, приписанная к Вознесенской (Березовской) церкви, открыта была школа грамоты. В административном отношении деревня относилась к Березовской волости. С организацией района и сельсоветов здесь был создан свой сельсовет, который в 1999 году упразднили и Шаква вошла в состав Переборского сельсовета.

## Население
| 2010 | 2014 | 2015 | 2016 |
| ---- | ---- | ---- | ---- |
| 75   | ↗83  | ↘82  | →82  |

## Топографические карты
- Лист карты O-40-91 Усть-кишерть. Масштаб: 1 : 100 000. Состояние местности на 1980 год. Издание 1987 г.